# Římskokatolická farnost Kravaře u České Lípy
Římskokatolická farnost Kravaře u České Lípy (něm. Graber) je církevní správní jednotka sdružující římské katolíky na území obce Kravaře u České Lípy a v jejím okolí. Organizačně spadá do českolipského vikariátu, který je jedním z 10 vikariátů litoměřické diecéze. Centrem farnosti je kostel Narození Panny Marie v Kravařích.

## Historie farnosti
První písemná zmínka o duchovní správě v Kravařích je uvedena v Registra decimarum papalinum (Rejstřík papežských desátků) k roku 1352, a první kněz je zmíněn v roce 1358. Farní matriky jsou dochovány od roku 1636. Farnost byla obsazena knězem až do roku 1990. Celý farní areál, tj. budova fary, kostela i přilehlý hřbitov, byl okolo počátku 3. tisíciletí převeden do majetku obce Kravaře.

### Farní kostel Narození Panny Marie
Barokní farní kostel tvoří jeden areál se hřbitovem a bývalou farou (dnes byty). Nachází se v jednom z cípů trojúhelníkového kravařského náměstí. Původní kostel byl zničen požárem v roce 1646. Nový na jeho místě byl vybudován v roku 1650, a dále byl upravován v letech 1744-1749. V roce 1860 vyhořela kostelní věž, a roku 1868 byla nahrazena věží v novorománském stylu. Na věži jsou dva litinové zvony.

### Duchovní správcové vedoucí farnost
Začátek působnosti jmenovaného v duchovní správě farnosti od:
- 1629 Joannes Adauctus
- 20. 1. 1636 Joannes Nyssius
- 20. 2. 1636 Felix Zeidler OFM Conv.
- 18. 2. 1639 David Rivius
- 1642 Andreas Ridelius O.F.M.
- 1650 Zacharias Franciscus Becher ab Ostritz
- 14. 6. 1654 Valentinus Khalovius
- 1656 Simeon Petrus Knoth
- 28. 4. 1662 Joannes Henricus Schwarz
- 16. 6. 1701 Ferdinandus Golnitz, † 14. 8. 1728
- 13. 1. 1729 Franciscus Khett, † 2. 10. 1754
- 3. 10. 1754 Franciscus Joseph Ringelhan
- 25. 8. 1762 Joannes Christophorus Weber n. Wernstdt, † 10. 7. 1767
- 22. 7. 1767 Jos. Eschler, † 11. 4. 1783
- 28. 6. 1783 Anton. Hesse, † 25. 3. 1802
- 20. 7. 1802 Tobias Flek, † 2. 10. 1809
- 3. 10. 1809 par. vacat, cap. Mich. Wenschuch
- 14. 12 1809 Mich. Wenschuch, † 2. 10. 1810
- 20. 12. 1810 Ignat. Münzberg n. 30. 6. 1772 Georgenthal, o. 21. 1. 1799, † 9. 10. 1834
- 10. 10.1834 par. vacat, cap. Conr. Pohl
- 26. 12. 1834 Franc. Boehm n. 27. 1. 1780 Türmitz, o. 9. 9. 1804, † 13. 7. 1857
- 25. 7. 1857 Theodor Eichler (farář), n. 6. 1. 1812 B. Kamnitz, o. 3. 8. 1835, † 17. 10. 1872
- 18. 10. 1872 par. vacat, admin. int. Anton. Donat
- 13. 12. 1872 Laurent. Schmidt n. 25. 8. 1824 Leitm. o. 4. 7. 1848, † 28. 10. 1887
- 1887 par. vacat, admin. int. Jos. Gruss
- 1889 Wenc. Sitte n. 2. 9. 1849 Kunnersdorf., o. 19. 7. 1873, † 19. 8. 1912
- 1906 Anton. Herglotz n. 10. 1. 1864 Kaaden, o. 27. 5. 1888, † 8. 2. 1935
- 1920 par. vacat admin. interc. Henr. Franz
- 1. 4. 1920 Ferdinand Müller (farář), n. 14. 11. 1875 Bleiwäsche (G), o. 17. 7. 1904, † 19. 10. 1939
- 7. 4. 1940 Anton. Gürlich, n. 7. 6. 1883 Niems, o. 14. 7. 1907, † 16. 12. 1942
- 1. 4. 1943 Walter Führich, n. 23. 12. 1900 Tetschen, o. 24. 6. 1934 (Eichstätt)
- 1. 7. 1946 Alois Frajt, admin. exc. z Litoměřic
- 1. 9. 1948 František Ondrouch, n. 8. 10. 1910, † 30. 8. 1976
- 1. 3. 1951 Václav Hataš, admin., n. 8. 11. 1914, o. 29. 6. 1941, † 15. 4. 1986
- 1. 12. 1970 Jan Křížek, SDB, admin.
- 1. 6. 1990 Milan Matfiak, admin. exc. z Úštěka
- 1. 8. 1991 Josef Pavlas
- 1. 7. 1993 Ondřej Bakoň
- 1. 11. 2001 Josef Rousek, po autonehodě od 2. ledna 2014 admin. exc. z Jestřebí, † 9. 10. 2020
- 12. 10. 2020 Rudolf Repka, admin. exc.; od 1. 8. 2022 admin. exc. in spiritualibus ze Cvikova
  - 1. 8. 2022 Milan Mordačík, trvalý jáhen, admin. exc. in materialibus z Dubé[1]

Kromě kněží stojících v čele farnosti, působili ve farnosti v průběhu její historie i jiní kněží. Většinou pracovali jako farní vikáři, kaplani, katecheté, výpomocní duchovní aj.

## Římskokatolické sakrální stavby na území farnosti
| | Fotografie | Stavba                      | Místo   | Bohoslužby                      | Zeměpisné souřadnice             | Status          | Číslo kulturní památky           |
| Kostel | Kostel     | Kostel                      | Kostel  | Kostel                          | Kostel                           | Kostel          | Kostel                           |
| --- | ---------- | --------------------------- | ------- | ------------------------------- | -------------------------------- | --------------- | -------------------------------- |
| 1. |            | Kostel Narození Panny Marie | Kravaře | bližší informace o bohoslužbách | 50°37′57″ s. š., 14°23′40″ v. d. | farní kostel    | 33634/5-3054 (Pk•MIS•Sez•Obr•WD) |
| Kaple |            |                             |         |                                 |                                  |                 |                                  |
| 2. |            | Kaple Panny Marie Pomocné   | Kravaře | bližší informace o bohoslužbách | 50°37′57″ s. š., 14°23′41″ v. d. | hřbitovní kaple | —                                |
| Některé drobné sakrální stavby a pamětihodnosti lze dohledat zde v databázi Drobné sakrální památky Zaniklé sakrální stavby lze dohledat zde v databázi Poškozené a zničené kostely, kaple a synagogy v České republice |            |                             |         |                                 |                                  |                 |                                  |

Ve farnosti se mohou nacházet i další drobné sakrální stavby, místa římskokatolického kultu a pamětihodnosti, které neobsahuje tato tabulka.

## Příslušnost k farnímu obvodu
Z důvodu efektivity duchovní správy byl vytvořen farní obvod (kolatura) farnosti Jestřebí, jehož součástí je i farnost Kravaře u České Lípy, která je tak spravována excurrendo. Přehled těchto kolatur je v tabulce farních obvodů českolipského vikariátu.